# Charlemagne (film, 1933)
Pour les articles homonymes, voir Charlemagne.
Pour plus de détails, voir Fiche technique et Distribution.
Charlemagne est un film français réalisé par Pierre Colombier, sorti en 1933.

## Synopsis
Sept personnes se retrouvent sur une île après un naufrage.

## Fiche technique
- Titre : Charlemagne
- Réalisation : Pierre Colombier
- Scénario et dialogues : Yves Mirande, d'après une œuvre de James M. Barrie
- Décors : Guy de Gastyne
- Photographie : Raymond Agnel et René Colas
- Montage : Léonide Moguy
- Musique : Jacques Dallin
- Société de production : Pathé-Natan
- Pays d'origine : France
- Format : Noir et blanc - 1,37:1 - Mono - 35 mm
- Date de sortie : 1933

## Distribution
- Raimu : le matelot Charlemagne
- Marie Glory : Rose Val
- Léon Bélières : le docteur
- Jean Dax : le baron
- Gaston Jacquet : le directeur
- Lucien Baroux : l'auteur
- Christian Gérard : Bardac
- Auguste Mouriès : le capitaine
- Pierre Piérade : Malet
- Alexandre Colas
- Eugène Gaïdaroff